# Antonio Resines
Antonio Resines (šp. Antonio Fernández Resines; rođen 7. avgusta 1954) je španski glumac. Sin je Hosea Ramona, advokata, i Amalije. On je drugo od petoro dece. Studirao je na madridskom univerzitetu zajedno sa Karlosom Bojerom i Fernandom Trueba. Godine 1980. prvi put se pojavljuje u Truebinom filmu „Ópera prima”. Zahvaljujući svom izgledu običnog čoveka, Antonio je često tumačio uloge supruga. Tako je i u najpopularnijoj TV seriji u kojoj on glumi, "Seranovi", gde, takođe, tumači lik supruga i oca.

## Karijera

### Filmovi
- (2006)
- (2005)
- (2005)
- (2004)
- (2003)
- (2003)
- (2003)
- (2003)
- (2002)
- (2002)
- (2002)
- (2002)
- (2000)
- (2000)
- (1998)
- (1997)
- (1997)
- (1997)
- (1996)
- (1995)
- (1994)
- (1993)
- (1992)
- (1991)
- (1991)
- (1989)
- (1989)
- (1988)
- (1987)
- (1987)
- (1986)
- (1985)
- (1983)
- (1983)
- (1982)
- (1981)
- (1980)

### Televizija
- Seranovi (od 2003 do 2008)
- (1998 – 1999)

## Nagrade
- Bronza na Guía del Ocio de Madrid (1985) za ulogu u filmu Sé infiel y no mires con quién.
- Nagrada Goja za najbolju interpretaciju (1997)
- za najboljeg filmskog glumca (1998)
- za najboljeg televizijskog glumca (1990, 2003)

## Spoljašnje veze
- Antonio Resines на веб-сајту  (језик: енглески)